# マンハッタンのアメリカ合衆国国家歴史登録財の一覧 (14丁目以北59丁目以南)
この記事はニューヨーク市マンハッタン区の14丁目から59丁目の間にあるアメリカ合衆国国家歴史登録財に登録された建造物・場所の一覧である。マンハッタン区内の他の地区に位置する国家歴史登録財についてはニューヨーク郡のアメリカ合衆国国家歴史登録財の一覧を参照すること。
このアメリカ合衆国国立公園局のリストは2015年8月14日に更新されたNPSの最新リストによって網羅されている。

## 国家歴史登録財一覧
| [ 2 ] | 登録名                                                          | 画像                                                                       | 登録日                                             | 所在地 | 近隣住区                         | 概要 |
| ----- | --------------------------------------------------------------- | -------------------------------------------------------------------------- | -------------------------------------------------- | --- | -------------------------------- | --- |
| 1     | 14丁目-ユニオン・スクエア地下鉄駅 (IRT, BMT)                    | 14丁目-ユニオン・スクエア地下鉄駅 (IRT, BMT) さらに見る                    | 2005年7月6日 (#05000671)                           | ブロードウェイ、4番街、東14丁目の交差点 北緯40度44分07秒 西経73度59分28秒 / 北緯40.735278度 西経73.991111度                                                                                          | ユニオン・スクエア               | 地下鉄駅 (4 5 6 <6> L N Q R W系統) |
| 2     | 240 セントラル・パーク・サウス                                  | 240 セントラル・パーク・サウス                                             | 2009年5月12日 (#09000304)                          | 240 セントラル・パーク・サウス 北緯40度46分04秒 西経73度58分52秒 / 北緯40.767664度 西経73.980983度                                                                                                   | コロンバス・サークル             | |
| 3     | 28丁目地下鉄駅 (IRT)                                            | 28丁目地下鉄駅 (IRT) さらに見る                                            | 2005年3月30日 (#05000230)                          | 東28丁目とパーク・アベニュー・サウスの交差点 北緯40度44分36秒 西経73度59分04秒 / 北緯40.743333度 西経73.984444度                                                                                     | ローズ・ヒル                     | 地下鉄駅 (4 6 <6>系統) |
| 4     | 33丁目地下鉄駅 (IRT)                                            | 33丁目地下鉄駅 (IRT) さらに見る                                            | 2004年9月17日 (#04001014)                          | 33丁目とパーク・アベニューの交差点 北緯40度44分53秒 西経73度58分55秒 / 北緯40.748056度 西経73.981944度                                                                                               | マーリー・ヒル                   | 地下鉄駅 (4 6 <6>系統) |
| 5     | 59丁目-コロンバス・サークル地下鉄駅 (IRT)                       | 59丁目-コロンバス・サークル地下鉄駅 (IRT) さらに見る                       | 2004年9月17日 (#04001015)                          | ブロードウェイとパーク・アベニュー・サウスの交差点 北緯40度46分05秒 西経73度58分57秒 / 北緯40.768056度 西経73.9825度                                                                                 | コロンバス・サークル             | 地下鉄駅 (1 2系統) |
| 6     | 69連隊武器庫                                                    | 69連隊武器庫 さらに見る                                                    | 1994年1月28日 (#93001538)                          | 68 レキシントン・アベニュー 北緯40度44分28秒 西経73度59分05秒 / 北緯40.741111度 西経73.984722度 | ローズ・ヒル                     | |
| 7     | アクターズ神殿                                                  | アクターズ神殿 さらに見る                                                  | 2005年5月19日 (#05000445)                          | 339 西47丁目 北緯40度45分40秒 西経73度59分22秒 / 北緯40.761111度 西経73.989444度 | ヘルズ・キッチン                 | |
| 8     | アルウィン・コート・アパートメント                              | アルウィン・コート・アパートメント さらに見る                              | 1979年12月26日 (#79001599)                         | 180 西58丁目 北緯40度45分57秒 西経73度58分48秒 / 北緯40.765833度 西経73.98度 | ミッドタウン・マンハッタン       | |
| 9     | アメリカン・ファインアート協会                                  | アメリカン・ファインアート協会                                             | 1980年5月6日 (#80002662)                           | 215 西57丁目 北緯40度45分57秒 西経73度58分52秒 / 北緯40.765833度 西経73.981111度 | ミッドタウン・マンハッタン       | |
| 10    | アメリカン・ラジエーター・ビルディング                          | アメリカン・ラジエーター・ビルディング さらに見る                          | 1980年5月7日 (#80002663)                           | 40-52 西40丁目 北緯40度45分10秒 西経73度59分04秒 / 北緯40.752778度 西経73.984444度 | ミッドタウン・マンハッタン       | アメリカン・スタンダード・ビルディングあるいはブライアント・パーク・ホテルとも。                                                                                |
| 11    | ニューヨーク州上訴裁判所庁舎                                    | ニューヨーク州上訴裁判所庁舎 さらに見る                                    | 1982年7月26日 (#82003366)                          | 27 マディソン・アベニュー 北緯40度44分32秒 西経73度59分13秒 / 北緯40.742222度 西経73.986944度 | マディソン・スクエア             | |
| 12    | チェスター・A・アーサー・ハウス                                 | チェスター・A・アーサー・ハウス さらに見る                                 | 1966年10月15日 (#66000534)                         | 123 レキシントン・アベニュー 北緯40度44分34秒 西経73度58分57秒 / 北緯40.742778度 西経73.9825度 | キップス・ベイ                   | 第21代アメリカ合衆国大統領チェスター・A・アーサーの自宅。 |
| 13    | ニューヨーク市弁護士会                                          | ニューヨーク市弁護士会 さらに見る                                          | 1980年1月3日 (#80002666)                           | 42 西44丁目 北緯40度45分18秒 西経73度58分57秒 / 北緯40.755度 西経73.9825度 | ミッドタウン・マンハッタン       | |
| 14    | メトロポリス銀行                                                | メトロポリス銀行 さらに見る                                                | 2003年11月15日 (#03001153)                         | 31 ユニオン・スクエア・ウェスト 北緯40度44分12秒 西経73度59分29秒 / 北緯40.736667度 西経73.991389度                                                                                                  | ユニオン・スクエア               | |
| 15    | ビルトモア・シアター                                            | ビルトモア・シアター さらに見る                                            | 2004年10月27日 (#04001203)                         | 261-265 西47丁目 北緯40度45分37秒 西経73度59分14秒 / 北緯40.760278度 西経73.987222度 | シアター・ディストリクト         | |
| 16    | 304 パーク・アベニュー・サウス・ビルディング                    | 304 パーク・アベニュー・サウス・ビルディング                               | 2005年3月15日 (#05000167)                          | 304 パーク・アベニュー・サウス 北緯40度44分24秒 西経73度59分14秒 / 北緯40.74度 西経73.987222度 | フラットアイアン・ディストリクト | |
| 17    | 315-325 西36丁目ビルディング                                    | 315-325 西36丁目ビルディング                                               | 2004年5月27日 (#04000542)                          | 315-325 西36丁目 北緯40度45分15秒 西経73度59分39秒 / 北緯40.754167度 西経73.994167度 | チェルシー                       | |
| 18    | キャンドラー・ビルディング                                      | キャンドラー・ビルディング さらに見る                                      | 1982年7月8日 (#82003368)                           | 220 西42丁目&221 西41丁目 北緯40度45分22秒 西経73度59分18秒 / 北緯40.756111度 西経73.988333度 | タイムズ・スクエア               | |
| 19    | カーネギー・ホール                                              | カーネギー・ホール さらに見る                                              | 1966年10月15日 (#66000535)                         | 7番街、56-57丁目 北緯40度45分55秒 西経73度58分48秒 / 北緯40.765278度 西経73.98度 | シアター・ディストリクト         | 世界的に有名なクラシック音楽会場 |
| 20    | 中央IND変電所                                                   | 中央IND変電所                                                              | 2006年2月9日 (#06000019)                           | 136 西53丁目 (6&7番街間) 北緯40度45分44秒 西経73度58分52秒 / 北緯40.762222度 西経73.981111度 | ミッドタウン・マンハッタン       | |
| 21    | セントラル・シナゴーグ                                          | セントラル・シナゴーグ さらに見る                                          | 1970年10月9日 (#70000423)                          | 646-652 レキシントン・アベニュー 北緯40度45分34秒 西経73度58分16秒 / 北緯40.759444度 西経73.971111度                                                                                                 | ミッドタウン・マンハッタン       | |
| 22    | センチュリー・アソシエーション・ビルディング                    | センチュリー・アソシエーション・ビルディング さらに見る                    | 1982年7月15日 (#82003369)                          | 5-7 西43丁目 北緯40度45分16秒 西経73度58分52秒 / 北緯40.754444度 西経73.981111度 | ミッドタウン・マンハッタン       | |
| 23    | センチュリー・ビルディング                                      | センチュリー・ビルディング さらに見る                                      | 1997年9月18日 (#97001148)                          | 33 東17丁目 北緯40度44分13秒 西経73度59分25秒 / 北緯40.736944度 西経73.990278度 | ユニオン・スクエア               | |
| 24    | シャナン・ビルディング                                          | シャナン・ビルディング さらに見る                                          | 1980年4月23日 (#80002676)                          | 122 東42丁目 北緯40度45分04秒 西経73度58分32秒 / 北緯40.751111度 西経73.975556度 | マーリー・ヒル                   | |
| 25    | チェルシー歴史地区                                              | チェルシー歴史地区 さらに見る                                              | 1977年12月6日 (#77000954)                          | 19-22丁目、9-10番街間 北緯40度44分43秒 西経74度00分15秒 / 北緯40.745278度 西経74.004167度 | チェルシー                       | |
| 26    | クライスラー・ビルディング                                      | クライスラー・ビルディング さらに見る                                      | 1976年12月8日 (#76001237)                          | 405 レキシントン・アベニュー 北緯40度45分05秒 西経73度58分31秒 / 北緯40.751389度 西経73.975278度 | ミッドタウン・イースト           | |
| 27    | 聖母マリア教会                                                  | 聖母マリア教会 さらに見る                                                  | 1990年4月16日 (#90000606)                          | 145 西46丁目 北緯40度45分30秒 西経73度59分02秒 / 北緯40.758333度 西経73.983889度 | タイムズ・スクエア               | |
| 28    | 聖使徒聖堂                                                      | 聖使徒聖堂 さらに見る                                                      | 1972年4月26日 (#72000867)                          | 300 9番街 北緯40度44分57秒 西経73度59分57秒 / 北緯40.749167度 西経73.999167度 | チェルシー                       | |
| 29    | 聖餐教会                                                        | 聖餐教会 さらに見る                                                        | 1980年4月17日 (#80002680)                          | 656-662 6番街 (@ 20丁目) 北緯40度44分28秒 西経73度59分40秒 / 北緯40.741111度 西経73.994444度 | フラットアイアン・ディストリクト | ナイトクラブザ・ライムライトが入居。 |
| 30    | 無原罪懐胎教会および牧師館                                      | 無原罪懐胎教会および牧師館 さらに見る                                      | 1980年3月28日 (#80002681)                          | 406-414 東14丁目 北緯40度43分52秒 西経73度58分56秒 / 北緯40.731111度 西経73.982222度 | イースト・ヴィレッジ             | |
| 31    | 化身教会および司祭館                                            | 化身教会および司祭館 さらに見る                                            | 1982年7月8日 (#82003371)                           | 205-209 マディソン・アベニュー (@ 35丁目) 北緯40度44分54秒 西経73度58分57秒 / 北緯40.748333度 西経73.9825度                                                                                          | マーリー・ヒル                   | |
| 32    | 変容教会および牧師館                                            | 変容教会および牧師館 さらに見る                                            | 1973年6月4日 (#73001216)                           | 1 東29丁目 北緯40度44分44秒 西経73度59分14秒 / 北緯40.745556度 西経73.987222度 | ノマド                           | |
| 33    | ミッション・ハウス教会                                          | ミッション・ハウス教会 さらに見る                                          | 1982年6月3日 (#82003370)                           | 281 パーク・アベニュー・サウス (@ 22丁目) 北緯40度44分21秒 西経73度59分14秒 / 北緯40.739167度 西経73.987222度                                                                                        | グラマシー・パーク               | |
| 34    | サークル・ラインX (観光船)                                      | サークル・ラインX (観光船)                                                 | 2014年9月22日 (#14000702)                          | 桟橋83&西42丁目 北緯40度45分46秒 西経74度00分06秒 / 北緯40.762897度 西経74.001780度 | ヘルズ・キッチン                 | 第二次世界大戦時の揚陸艦を観光船として使用。 |
| 35    | シビック・クラブ                                                | シビック・クラブ さらに見る                                                | 1982年9月16日 (#82003372)                          | 243 東34丁目 北緯40度44分41秒 西経73度58分34秒 / 北緯40.744722度 西経73.976111度 | マーリー・ヒル                   | 現在はニューヨーク・エストニアン・ハウスとなっている。 |
| 36    | コロニー・アーケード・ビルディング                              | 画像をアップロード                                                         | 2014年9月10日 (#14000580)                          | 63-67 西38丁目 北緯40度45分08秒 西経73度59分07秒 / 北緯40.7522度 西経73.9854度 | ガーメント・ディストリクト       | 20世紀初頭、1912年に竣工したネオゴシック様式のこの建物は市の発展途上のファッション産業にとって非常に重要であった。現在はホテルに再開発中。                      |
| 37    | コロンバス・モニュメント                                        | コロンバス・モニュメント さらに見る                                        | 2018年11月20日 (#100003133)                        | コロンバス・サークル 北緯40度46分05秒 西経73度58分55秒 / 北緯40.7681度 西経73.9819度 | ミッドタウン・マンハッタン       | コロンブスの航海4周年の記念のために1892年に作られた。 |
| 38    | デイリーニューズ・ビルディング                                  | デイリーニューズ・ビルディング さらに見る                                  | 1982年11月14日 (#82001191)                         | 220 東42丁目 北緯40度44分58秒 西経73度58分25秒 / 北緯40.749444度 西経73.973611度 | タートル・ベイ                   | |
| 39    | デッカー・ビルディング                                          | デッカー・ビルディング さらに見る                                          | 2003年11月21日 (#03001179)                         | 33 ユニオン・スクエア・ウェスト 北緯40度44分12秒 西経73度59分29秒 / 北緯40.736667度 西経73.991389度                                                                                                  | ユニオン・スクエア               | |
| 40    | デ・ラマー・マンション                                          | デ・ラマー・マンション さらに見る                                          | 1983年8月25日 (#83001722)                          | 233 マディソン・アベニュー (@ 37丁目) 北緯40度44分59秒 西経73度58分54秒 / 北緯40.749722度 西経73.981667度                                                                                            | マーリー・ヒル                   | |
| 41    | アデレード・L・T・ダグラス・ハウス                              | アデレード・L・T・ダグラス・ハウス さらに見る                              | 1982年7月15日 (#82003373)                          | 57 パーク・アベニュー (東37&38丁目間) 北緯40度44分57秒 西経73度58分48秒 / 北緯40.749167度 西経73.98度                                                                                                | マーリー・ヒル                   | 現在は国連グアテマラ代表部。 |
| 42    | エマソン                                                        | エマソン                                                                   | 2009年8月20日 (#09000634)                          | 554 西53丁目 北緯40度46分01秒 西経73度59分30秒 / 北緯40.767017度 西経73.991528度 | ヘルズ・キッチン                 | |
| 43    | エンパイア・ステート・ビルディング                              | エンパイア・ステート・ビルディング さらに見る                              | 1982年11月17日 (#82001192)                         | 350 5番街 北緯40度44分53秒 西経73度59分10秒 / 北緯40.748056度 西経73.986111度 | コリアタウン                     | 1 ワールド・トレード・センターに次ぎニューヨークで2番目に高いビル。                                                                                             |
| 44    | 工学協会ビルディングおよび工学クラブ                            | 工学協会ビルディングおよび工学クラブ                                       | 2007年8月30日 (#07000867)                          | 23, 25-33 西39丁目, 28, 32-34, 36 西40丁目 北緯40度45分09秒 西経73度59分04秒 / 北緯40.7525度 西経73.984444度                                                                                         | ミッドタウン・マンハッタン       | |
| 45    | エンタープライズ (スペースシャトル)                             | エンタープライズ (スペースシャトル) さらに見る                             | 2013年3月13日 (#13000071)                          | 桟橋86, 西46丁目&12番街 北緯40度45分56秒 西経74度00分07秒 / 北緯40.765693度 西経74.001874度 | ヘルズ・キッチン                 | スペースシャトルの1号機。滑空試験のみで宇宙空間へ到達することは無かったが後続機の開発の大きな足掛かりとなった。現在はイントレピッド海上航空宇宙博物館に展示中。 |
| 46    | ファーザー・フランシス・P・ダフィー像およびダッフィー・スクエア | ファーザー・フランシス・P・ダフィー像およびダッフィー・スクエア さらに見る | 2001年3月12日 (#01000243)                          | ブロードウェイ、7番街、西47丁目、西46丁目に囲まれた三角地帯 北緯40度45分32秒 西経73度59分07秒 / 北緯40.758889度 西経73.985278度                                                                      | タイムズ・スクエア               | |
| 47    | 映画センター・ビルディング                                      | 映画センター・ビルディング さらに見る                                      | 1984年9月7日 (#84002768)                           | 630-9番街 北緯40度45分35秒 西経73度59分30秒 / 北緯40.759722度 西経73.991667度 | ヘルズ・キッチン                 | |
| 48    | フラットアイアン・ビルディング                                  | フラットアイアン・ビルディング さらに見る                                  | 1979年11月20日 (#79001603)                         | 5番街&ブロードウェイ 北緯40度44分29秒 西経73度59分27秒 / 北緯40.7414度 西経73.9908度 | フラットアイアン・ディストリクト | |
| 49    | フレッド・F・フランス・ビルディング                             | フレッド・F・フランス・ビルディング さらに見る                             | 2004年1月28日 (#03001514)                          | 551 5番街 北緯40度45分20秒 西経73度58分47秒 / 北緯40.755556度 西経73.979722度 | ミッドタウン・マンハッタン       | |
| 50    | 浅瀬灯台船115番船フライング・パン (灯台船)                      | 浅瀬灯台船115番船フライング・パン (灯台船) さらに見る                      | 1999年1月28日 (#98001615)                          | 桟橋66, 西26丁目&ウェスト・サイド高速道路 北緯40度45分00秒 西経74度00分37秒 / 北緯40.75度 西経74.010278度                                                                                            | チェルシー                       | |
| 51    | ガーメント・センター歴史地区                                    | ガーメント・センター歴史地区                                               | 2008年11月5日 (#08001034)                          | 東を6番街、西を9番街、南を西35丁目、北を西41丁目に囲まれた場所 北緯40度45分14秒 西経73度59分25秒 / 北緯40.753758度 西経73.990392度                                                                   | ガーメント・ディストリクト       | |
| 52    | ゼネラル・エレクトリック・ビルディング                          | ゼネラル・エレクトリック・ビルディング さらに見る                          | 2004年1月28日 (#03001515)                          | 570 レキシントン・アベニュー 北緯40度45分26秒 西経73度58分38秒 / 北緯40.757222度 西経73.977222度 | ロックフェラー・センター         | |
| 53    | 力学および商人一般協会                                          | 力学および商人一般協会 さらに見る                                          | 2008年11月12日 (#08001048)                         | 20 西44丁目 北緯40度45分19秒 西経73度58分53秒 / 北緯40.755328度 西経73.981317度 | ミッドタウン・マンハッタン       | |
| 54    | ジョージ・ワシントン・ホテル                                    | ジョージ・ワシントン・ホテル さらに見る                                    | 2019年5月20日 (#100003931)                         | 23 レキシントン・アベニュー 北緯40度44分23秒 西経73度59分03秒 / 北緯40.7397度 西経73.9842度 | ローズ・ヒル                     | |
| 55    | ゲルマニア生命保険会社ビルディング                              | ゲルマニア生命保険会社ビルディング さらに見る                              | 2001年5月25日 (#01000556)                          | 50 ユニオン・スクエア・イースト 北緯40度44分12秒 西経73度59分21秒 / 北緯40.736667度 西経73.989167度                                                                                                  | ユニオン・スクエア               | |
| 56    | ギルフィー・ホテル                                              | ギルフィー・ホテル さらに見る                                              | 1978年12月14日 (#78001872)                         | 1200 ブロードウェイ (@ 29丁目) 北緯40度44分45秒 西経73度59分19秒 / 北緯40.745833度 西経73.988611度                                                                                                   | ノマド                           | |
| 57    | グラマシー・パーク歴史地区                                      | グラマシー・パーク歴史地区 さらに見る                                      | 1980年1月23日 (#80002691)                          | 3番街、パーク・アベニュー・サウス、東18丁目、東22丁目に囲まれた場所 北緯40度44分16秒 西経73度59分10秒 / 北緯40.737778度 西経73.986111度                                                              | グラマシー・パーク               | |
| 58    | グランド・セントラル・ターミナル                                | グランド・セントラル・ターミナル さらに見る                                | 1975年1月17日 (#75001206)                          | 71-105 東42丁目 北緯40度45分10秒 西経73度58分35秒 / 北緯40.752778度 西経73.976389度 | ミッドタウン・マンハッタン       | 1913年に竣工したボザール様式の駅舎は現在メトロノース鉄道が使用している。                                                                                        |
| 59    | グランド・セントラル・ターミナル・パーク・アベニュー高架橋      | グランド・セントラル・ターミナル・パーク・アベニュー高架橋 さらに見る      | 1983年8月11日 (#83001726)                          | 71-105 東42丁目, パーク・アベニュー. 東40丁目-東42丁目間 北緯40度44分59秒 西経73度58分40秒 / 北緯40.749722度 西経73.977778度                                                                         | パーシング・スクエア             | グランド・セントラル駅周辺を取り囲む高架橋。 |
| 60    | グランド・ホテル                                                | グランド・ホテル さらに見る                                                | 1983年9月15日 (#83001725)                          | 1232-1238 ブロードウェイ 北緯40度44分50秒 西経73度59分19秒 / 北緯40.747222度 西経73.988611度 | ノマド                           | |
| 61    | グリーンエイカー・パーク                                        | グリーンエイカー・パーク                                                   | 2018年2月2日 (#100002076)                          | 217 東51丁目 北緯40度45分23秒 西経73度58分09秒 / 北緯40.75626度 西経73.96930度 | ミッドタウン・イースト           | 1971にアビー・ロックフェラー・モーゼから寄贈された土地に建設されたモダニズム建築のポケットパーク。                                                              |
| 62    | グリニッジ貯蓄銀行                                              | グリニッジ貯蓄銀行 さらに見る                                              | 2005年11月16日 (#05001286)                         | 1352-1362 ブロードウェイ (@ 36丁目) 北緯40度45分05秒 西経73度59分15秒 / 北緯40.751389度 西経73.9875度                                                                                                | ヘラルド・スクエア付近           | |
| 63    | ニューヨーク市ハーバード・クラブ                                | ニューヨーク市ハーバード・クラブ さらに見る                                | 1980年3月28日 (#80002693)                          | 27 西44丁目 北緯40度45分18秒 西経73度58分53秒 / 北緯40.755度 西経73.981389度 | ミッドタウン・マンハッタン       | |
| 64    | ホテル・チェルシー                                              | ホテル・チェルシー さらに見る                                              | 1977年12月27日 (#77000958)                         | 222 西23丁目 北緯40度44分35秒 西経73度59分39秒 / 北緯40.743056度 西経73.994167度 | チェルシー                       | |
| 65    | ホテル・ジェラルド                                              | ホテル・ジェラルド                                                         | 1983年2月10日 (#83001729)                          | 123 西44丁目 北緯40度45分48秒 西経73度59分34秒 / 北緯40.763333度 西経73.992778度 | ミッドタウン・マンハッタン       | |
| 66    | 146 東38丁目住宅                                                | 146 東38丁目住宅                                                           | 2008年5月21日 (#08000450)                          | 145 東38丁目 北緯40度44分55秒 西経73度58分37秒 / 北緯40.748567度 西経73.977度 | マーリー・ヒル                   | |
| 67    | 17 西16丁目住宅                                                 | 17 西16丁目住宅                                                            | 1983年5月26日 (#83001730)                          | 17 西16丁目 北緯40度44分16秒 西経73度59分38秒 / 北緯40.737778度 西経73.993889度 | チェルシー                       | |
| 68    | 20 西6丁目住宅                                                  | 20 西6丁目住宅                                                             | 2007年5月30日 (#07000484)                          | 20 西16丁目 北緯40度44分15秒 西経73度59分40秒 / 北緯40.7375度 西経73.994444度 | チェルシー                       | |
| 69    | 203 東29丁目住宅                                                | 203 東29丁目住宅 さらに見る                                                | 1982年7月8日 (#82003377)                           | 203 東29丁目 北緯40度44分33秒 西経73度58分49秒 / 北緯40.7425度 西経73.980278度 | ローズ・ヒル                     | |
| 70    | 311&313 東58丁目住宅                                            | 311&313 東58丁目住宅                                                       | 1982年11月14日 (#82001197)                         | 311-313 東58丁目 北緯40度45分35秒 西経73度57分53秒 / 北緯40.759722度 西経73.964722度 | ミッドタウン・マンハッタン       | |
| 71    | 326, 328&330 東18丁目住宅                                       | 326, 328&330 東18丁目住宅                                                  | 1982年9月30日 (#82003380)                          | 326-330 東18丁目 北緯40度44分03秒 西経73度58分57秒 / 北緯40.734167度 西経73.9825度 | キップス・ベイ                   | |
| 72    | 437-459 西24丁目住宅                                            | 437-459 西24丁目住宅                                                       | 1982年10月29日 (#82001196)                         | 437-459 西24丁目 北緯40度44分53秒 西経74度00分11秒 / 北緯40.748056度 西経74.003056度 | チェルシー                       | |
| 73    | 647, 651-53 5番街&4 東52丁目住宅                                | 647, 651-53 5番街&4 東52丁目住宅                                           | 1983年9月8日 (#83001733)                           | 647, 651-53 5番街&4 東52丁目 北緯40度45分34秒 西経73度58分36秒 / 北緯40.759444度 西経73.976667度 | ミッドタウン・マンハッタン       | |
| 74    | ジョン・J・ハーヴェイ (消防艇)                                  | ジョン・J・ハーヴェイ (消防艇) さらに見る                                  | 2000年6月15日 (#00000576)                          | 桟橋63, 北R 北緯40度45分00秒 西経74度00分39秒 / 北緯40.75度 西経74.010833度 | チェルシー                       | |
| 75    | ハドソン・シアター                                              | ハドソン・シアター さらに見る                                              | 2016年11月15日 (#16000780)                         | 139-141 西44丁目 北緯40度45分25秒 西経73度59分05秒 / 北緯40.756944度 西経73.984722度 | シアター・ディストリクト         | 1903年に開業したこの劇場はブロードウェイ・シアターの重要な本拠地であった。                                                                                      |
| 76    | ニッカーボッカー・ホテル                                        | ニッカーボッカー・ホテル さらに見る                                        | 1980年4月11日 (#80002697)                          | 142 西42丁目 北緯40度45分19秒 西経73度59分12秒 / 北緯40.755278度 西経73.986667度 | タイムズ・スクエア               | |
| 77    | ノックス・ビルディング                                          | ノックス・ビルディング                                                     | 1982年6月3日 (#82003381)                           | 452 5番街 (@ 40丁目) 北緯40度45分08秒 西経73度58分57秒 / 北緯40.752222度 西経73.9825度 | ミッドタウン・マンハッタン       | |
| 78    | ラムズ・クラブ                                                  | ラムズ・クラブ さらに見る                                                  | 1982年6月3日 (#82003382)                           | 128 W. 44th St. 北緯40度45分23秒 西経73度59分07秒 / 北緯40.756389度 西経73.985278度 | ロックフェラー・センター付近     | ラムズ・クラブのかつての家は2009年にホテルに改装されている。 |
| 79    | ジェームス・F・D・ラニアー邸宅                                  | ジェームス・F・D・ラニアー邸宅 さらに見る                                  | 1982年6月3日 (#82003383)                           | 123 東35丁目 北緯40度44分51秒 西経73度58分49秒 / 北緯40.7475度 西経73.980278度 | マーリー・ヒル                   | |
| 80    | レイケーズ・ハウス                                              | レイケーズ・ハウス                                                         | 1980年5月19日 (#80002698)                          | 211 東48丁目 北緯40度45分15秒 西経73度58分17秒 / 北緯40.754167度 西経73.971389度 | ミッドタウン・イースト           | |
| 81    | リーバ・ハウス                                                  | リーバ・ハウス さらに見る                                                  | 1983年10月2日 (#83004078)                          | 390 パーク・アベニュー 北緯40度45分34秒 西経73度58分23秒 / 北緯40.759444度 西経73.973056度 | ミッドタウン・マンハッタン       | |
| 82    | リンカーン・ビルディング                                        | リンカーン・ビルディング                                                   | 1983年9月8日 (#83001735)                           | 1 ユニオン・スクエア・ウェスト 北緯40度44分08秒 西経73度59分32秒 / 北緯40.735556度 西経73.992222度                                                                                                   | ユニオン・スクエア               | |
| 83    | ルック・ビルディング                                            | ルック・ビルディング                                                       | 2005年2月24日 (#05000087)                          | 488 マディソン・アベニュー (@ 52丁目) 北緯40度45分31秒 西経73度58分33秒 / 北緯40.758611度 西経73.975833度                                                                                            | ミッドタウン・イースト           | |
| 84    | R・H・メイシー・アンド・カンパニー・ストア                      | R・H・メイシー・アンド・カンパニー・ストア さらに見る                      | 1978年6月2日 (#78001873)                           | 151 西34丁目 北緯40度45分41秒 西経73度58分22秒 / 北緯40.761389度 西経73.972778度 | ヘラルド・スクエア               | アメリカ合衆国における最初の本格的な百貨店。 |
| 85    | マーブル大学改革派教会                                          | マーブル大学改革派教会 さらに見る                                          | 1980年4月9日 (#80002699)                           | 275 5番街 (@ 30丁目) 北緯40度44分44秒 西経73度59分15秒 / 北緯40.745556度 西経73.9875度 | ノマド                           | |
| 86    | マグロウ-ヒル・ビルディング                                     | マグロウ-ヒル・ビルディング さらに見る                                     | 1980年3月28日 (#80002701)                          | 326 西42丁目 北緯40度45分25秒 西経73度59分31秒 / 北緯40.756944度 西経73.991944度 | ヘルズ・キッチン                 | |
| 87    | メッカ神殿                                                      | 画像をアップロード                                                         | 1984年9月7日 (#84002788)                           | 131 北55丁目 北緯40度45分50秒 西経73度58分48秒 / 北緯40.763889度 西経73.98度 | ミッドタウン・マンハッタン       | ニューヨーク・シティ・センターとして知られる。 |
| 88    | 荷主冷蔵会社倉庫                                                | 荷主冷蔵会社倉庫                                                           | 1985年5月31日 (#85001171)                          | 501 西16丁目 北緯40度44分38秒 西経74度00分28秒 / 北緯40.743889度 西経74.007778度 | チェルシー                       | |
| 89    | メトロポリタン・ライフ本社複合ビル                              | メトロポリタン・ライフ本社複合ビル さらに見る                              | 1996年1月19日 (#95001544)                          | マディソン・アベニュー、東23丁目、パーク・アベニュー・サウス、東25丁目に囲まれた場所 北緯40度44分28秒 西経73度59分14秒 / 北緯40.741111度 西経73.987222度                                             | フラットアイアン・ディストリクト | |
| 90    | メトロポリタン生命保険会社                                      | メトロポリタン生命保険会社 さらに見る                                      | 1978年6月2日 (#78001874)                           | 1 マディソン・アベニュー 北緯40度44分29秒 西経73度59分16秒 / 北緯40.741389度 西経73.987778度 | フラットアイアン・ディストリクト | |
| 91    | ウィリアム・H・ムーア・ホテル                                   | ウィリアム・H・ムーア・ホテル                                              | 1972年3月16日 (#72000878)                          | 4 東54丁目 北緯40度45分38秒 西経73度58分31秒 / 北緯40.760556度 西経73.975278度 | ミッドタウン・マンハッタン       | |
| 92    | ピアポント・モルガン・ライブラリー                              | ピアポント・モルガン・ライブラリー さらに見る                              | 1966年11月13日 (#66000544)                         | 33 東36丁目 北緯40度44分56秒 西経73度58分54秒 / 北緯40.748889度 西経73.981667度 | マーリー・ヒル                   | モルガン・ライブラリー&ミュージアムとも。 |
| 93    | マーリー・ヒル歴史地区                                          | マーリー・ヒル歴史地区                                                     | 2003年10月5日 (#03000997)                          | 東34丁目, 東35丁目, 東36丁目, 東37丁目, 東38丁目, 東39丁目, レキシントン・アベニュー, マディソン・アベニュー, パーク・アベニュー 北緯40度44分54秒 西経73度58分47秒 / 北緯40.748333度 西経73.979722度 | マーリー・ヒル                   | マンハッタン区最後の手つかずの19世紀の居住地区。2013年2月27日に指定区域が拡大した。                                                                             |
| 94    | ニューアムステルダム・シアター                                  | ニューアムステルダム・シアター さらに見る                                  | 1980年1月10日 (#80002664)                          | 214 西42丁目 北緯40度45分21秒 西経73度59分18秒 / 北緯40.755833度 西経73.988333度 | シアター・ディストリクト         | |
| 95    | ニューヨーク聖書協会                                            | ニューヨーク聖書協会 さらに見る                                            | 2014年2月5日 (#13001152)                           | 5 東48丁目 北緯40度45分26秒 西経73度58分39秒 / 北緯40.757213度 西経73.977398度 | ミッドタウン・マンハッタン       | 1978年よりスウェーデン船員教会によって使用されている。 |
| 96    | ニューヨーク・ライフ・ビルディング                              | ニューヨーク・ライフ・ビルディング さらに見る                              | 1978年6月2日 (#78001876)                           | 51 マディソン・アベニュー (@ 27丁目) 北緯40度44分34秒 西経73度59分09秒 / 北緯40.742778度 西経73.985833度                                                                                             | フラットアイアン・ディストリクト | |
| 97    | ニューヨーク公共図書館                                          | ニューヨーク公共図書館 さらに見る                                          | 1966年10月15日 (#66000546)                         | 5番街&42丁目 北緯40度45分12秒 西経73度58分56秒 / 北緯40.753333度 西経73.982222度 | ミッドタウン・マンハッタン       | ニューヨーク公共図書館システムの本館。世界最大の公共図書館の1つである。                                                                                         |
| 98    | ニューヨーク公共図書館とブライアント・パーク                    | ニューヨーク公共図書館とブライアント・パーク                               | 1966年10月15日 (#66000547)                         | 6番街, 5番街, 40丁目&42丁目 北緯40度45分12秒 西経73度58分56秒 / 北緯40.753333度 西経73.982222度 | ミッドタウン・マンハッタン       | |
| 99    | ニューヨーク貯蓄銀行                                            | ニューヨーク貯蓄銀行 さらに見る                                            | 2000-01-07 (構文エラー: 予期しない演算子 < です。) | 81 8番街 (@ 14丁目) 北緯40度44分24秒 西経74度00分11秒 / 北緯40.74度 西経74.003056度 | チェルシー                       | |
| 100   | ニューヨーク応用デザイン学校                                    | ニューヨーク応用デザイン学校                                               | 1982-12-16 (#82001202)                             | 160 レキシントン・アベニュー (@ 30丁目) 北緯40度44分38秒 西経73度58分56秒 / 北緯40.743889度 西経73.982222度                                                                                          | マーリー・ヒル                   | |
| 101   | ニューヨーク・ヨット・クラブ                                    | ニューヨーク・ヨット・クラブ さらに見る                                    | 1982年10月29日 (#82001203)                         | 37 西44丁目 北緯40度45分19秒 西経73度58分54秒 / 北緯40.755278度 西経73.981667度 | ミッドタウン・マンハッタン       | |
| 102   | アンドルー・S・ノーウッド・ハウス                               | アンドルー・S・ノーウッド・ハウス さらに見る                               | 1979年7月9日 (#79001606)                           | 241 西14丁目 北緯40度44分23秒 西経74度00分07秒 / 北緯40.739722度 西経74.001944度 | グリニッジ・ヴィレッジ           | |
| 103   | 旧コロニー・クラブ                                              | 旧コロニー・クラブ さらに見る                                              | 1980年4月23日 (#80002706)                          | 120 マディソン・アベニュー 北緯40度44分43秒 西経73度59分06秒 / 北緯40.745278度 西経73.985度 | ローズ・ヒル                     | |
| 104   | 旧グロリエ・クラブ                                              | 旧グロリエ・クラブ さらに見る                                              | 1980年4月23日 (#80002707)                          | 29 東32丁目 北緯40度44分47秒 西経73度59分02秒 / 北緯40.746389度 西経73.983889度 | ローズ・ヒル                     | |
| 105   | オズボーン・アパートメント                                      | オズボーン・アパートメント さらに見る                                      | 1993年4月22日 (#93000333)                          | 205 西57丁目 北緯40度45分56秒 西経73度58分51秒 / 北緯40.765556度 西経73.980833度 | ミッドタウン・マンハッタン       | |
| 106   | 桟橋57                                                          | 桟橋57 さらに見る                                                          | 2004年8月11日 (#04000821)                          | 11番街, 西15丁目 北緯40度44分37秒 西経74度00分40秒 / 北緯40.743611度 西経74.011111度 | チェルシー                       | |
| 107   | プレイヤーズ                                                    | プレイヤーズ さらに見る                                                    | 1966年10月15日 (#66000549)                         | 16 グラマシー・パーク 北緯40度44分15秒 西経73度59分13秒 / 北緯40.7375度 西経73.986944度 | グラマシー・パーク               | |
| 108   | プラザ・ホテル                                                  | プラザ・ホテル さらに見る                                                  | 1978年11月29日 (#78001878)                         | 5番街&59丁目 北緯40度45分51秒 西経73度58分27秒 / 北緯40.764167度 西経73.974167度 | グランド・アーミー・プラザ       | |
| 109   | プリンス・ジョージ・ホテル                                      | プリンス・ジョージ・ホテル                                                 | 1999年2月12日 (#99000195)                          | 10-20 東28丁目&17-19 東27丁目 北緯40度44分41秒 西経73度59分12秒 / 北緯40.744722度 西経73.986667度 | ノマド                           | |
| 110   | 公衆浴場                                                        | 公衆浴場 さらに見る                                                        | 1980年4月23日 (#80002709)                          | アーサー・レビー&東23丁目 北緯40度44分09秒 西経73度58分35秒 / 北緯40.735833度 西経73.976389度 | キップス・ベイ                   | |
| 111   | 公立学校35                                                      | 公立学校35 さらに見る                                                      | 1980年10月27日 (#80002710)                         | 931 1番街 (@ 52丁目) 北緯40度45分17秒 西経73度57分57秒 / 北緯40.754722度 西経73.965833度 | タートル・ベイ                   | |
| 112   | クイーンズボロ橋                                                | クイーンズボロ橋 さらに見る                                                | 1978年12月20日 (#78001879)                         | 59丁目 北緯40度45分26秒 西経73度57分22秒 / 北緯40.757222度 西経73.956111度 | レノックス・ヒル/ルーズベルト島  | クイーンズ区にも含まれている。 |
| 113   | R&Sビルディング                                                 | R&Sビルディング                                                            | 1986年9月22日 (#86002683)                          | 492 1番街 (@ 29丁目) 北緯40度44分26秒 西経73度58分31秒 / 北緯40.740556度 西経73.975278度 | キップス・ベイ                   | |
| 114   | ラケット・アンド・テニス・クラブ・ビルディング                  | ラケット・アンド・テニス・クラブ・ビルディング さらに見る                  | 1983年7月13日 (#83001741)                          | 370 パーク・アベニュー (@ 53丁目) 北緯40度45分31秒 西経73度58分25秒 / 北緯40.758611度 西経73.973611度                                                                                                | ミッドタウン・マンハッタン       | 華やかなプライベートクラブ。 |
| 115   | ラジオシティ・ミュージックホール                                | ラジオシティ・ミュージックホール さらに見る                                | 1978年5月8日 (#78001880)                           | 1260 6番街 (50丁目&6番街) 北緯40度45分36秒 西経73度59分03秒 / 北緯40.76度 西経73.984167度 | ロックフェラー・センター         | 1920年代以降の主要なライブエンターテインメントの会場。ロケッツの本拠地。                                                                                        |
| 116   | 5-15 西54丁目邸宅                                               | 5-15 西54丁目邸宅                                                          | 1990年1月4日 (#89002260)                           | 5-15 西54丁目 北緯40度45分42秒 西経73度58分35秒 / 北緯40.761667度 西経73.976389度 | ミッドタウン・マンハッタン       | |
| 117   | ロックフェラー・センター                                        | ロックフェラー・センター さらに見る                                        | 1987年12月23日 (#87002591)                         | 5番街、西58丁目、7番街、西51丁目に囲まれた場所 北緯40度45分32秒 西経73度58分46秒 / 北緯40.758889度 西経73.979444度                                                                                   | ミッドタウン・マンハッタン       | 大型複合施設。『30 ROCK』の舞台。 |
| 118   | ベヤード・ラスティン住宅                                        | 画像をアップロード                                                         | 2016年3月8日 (#16000062)                           | 340 西28丁目 北緯40度44分56秒 西経73度59分52秒 / 北緯40.74887度 西経73.99772度 | チェルシー                       | 同性愛者の権利のために戦った公民権活動家であるベヤード・ラスティンが人生の大部分を送ったアパート。                                                              |
| 119   | セント・バルトロマイ教会およびコミュニティ・ハウス              | セント・バルトロマイ教会およびコミュニティ・ハウス さらに見る              | 1980年4月16日 (#80002719)                          | 109 東50丁目 北緯40度45分26秒 西経73度58分25秒 / 北緯40.757222度 西経73.973611度 | ミッドタウン・イースト           | |
| 120   | 米国聖公会セント・ジョージズ教会                                | 米国聖公会セント・ジョージズ教会 さらに見る                                | 1976年12月8日 (#76001249)                          | 東16丁目&ラザフォード・プレイス 北緯40度44分04秒 西経73度59分06秒 / 北緯40.734444度 西経73.985度 | スタイベサント・スクエア         | |
| 121   | セント・ルークス福音ルーテル教会                                | セント・ルークス福音ルーテル教会 さらに見る                                | 2007年6月1日 (#07000483)                           | 208 西46丁目 北緯40度45分35秒 西経73度59分21秒 / 北緯40.759722度 西経73.989167度 | ミッドタウン・マンハッタン       | |
| 122   | セント・パトリック複合大聖堂                                    | セント・パトリック複合大聖堂 さらに見る                                    | 1976年12月8日 (#76001250)                          | 5番街、マディソン・アベニュー、東50丁目、東51丁目に囲まれた場所 北緯40度45分31秒 西経73度58分35秒 / 北緯40.758611度 西経73.976389度                                                                  | ミッドタウン・マンハッタン       | |
| 123   | セント・トーマス教会および司祭館                                | セント・トーマス教会および司祭館 さらに見る                                | 1980年4月9日 (#80002722)                           | 1-3 西53丁目 北緯40度45分39秒 西経73度58分36秒 / 北緯40.760833度 西経73.976667度 | ミッドタウン・マンハッタン       | |
| 124   | サルマガンディー・クラブ                                        | サルマガンディー・クラブ さらに見る                                        | 1974年7月25日 (#74001275)                          | 47 5番街 北緯40度44分03秒 西経73度59分00秒 / 北緯40.734167度 西経73.983333度 | キップス・ベイ                   | |
| 125   | マーガレット・サンガー・クリニック                              | マーガレット・サンガー・クリニック さらに見る                              | 1993年9月14日 (#93001599)                          | 17 西16丁目 北緯40度44分17秒 西経73度59分39秒 / 北緯40.738056度 西経73.994167度 | チェルシー                       | 避妊の周知の先駆者となったマーガレット・サンガーの職場。 |
| 126   | スクリブナー・ビルディング                                      | スクリブナー・ビルディング さらに見る                                      | 1980年5月6日 (#80002715)                           | 153-157 5番街 (@ 21丁目) 北緯40度44分25秒 西経73度59分27秒 / 北緯40.740278度 西経73.990833度 | フラットアイアン・ディストリクト | 旧スクリブナー・ビルディングとも。 |
| 127   | シーグラム・ビルディング                                        | シーグラム・ビルディング さらに見る                                        | 2006年2月24 (#06000056)                            | 375 パーク・アベニュー 北緯40度45分30秒 西経73度58分22秒 / 北緯40.758333度 西経73.972778度 | ミッドタウン・マンハッタン       | インターナショナル・スタイルを広く世界へ知らしめたルートヴィヒ・ミース・ファン・デル・ローエの代表作の1つ。                                                     |
| 128   | セビリア・ホテル                                                | セビリア・ホテル さらに見る                                                | 2005年2月24日 (#05000088)                          | 22 東29丁目 北緯40度44分40秒 西経73度59分10秒 / 北緯40.744444度 西経73.986111度 | ノマド                           | |
| 129   | 歩道時計 200 5番街、マンハッタン                                | 歩道時計 200 5番街、マンハッタン さらに見る                                | 1985年4月18日 (#85000927)                          | 200 5番街 北緯40度44分30秒 西経73度59分24秒 / 北緯40.741667度 西経73.99度 | フラットアイアン・ディストリクト | |
| 130   | 歩道時計 519 3番街、マンハッタン                                | 歩道時計 519 3番街、マンハッタン                                           | 1985年4月18日 (#85000928)                          | 519 3番街 北緯40度44分46秒 西経73度58分41秒 / 北緯40.746111度 西経73.978056度 | キップス・ベイ                   | 現在は撤去済。 |
| 131   | 歩道時計 522 5番街、マンハッタン                                | 歩道時計 522 5番街、マンハッタン さらに見る                                | 1985年4月18日 (#85000929)                          | 522 5番街 北緯40度45分16秒 西経73度58分50秒 / 北緯40.754444度 西経73.980556度 | ミッドタウン・マンハッタン       | |
| 132   | スニッフン・コート歴史地区                                      | スニッフン・コート歴史地区 さらに見る                                      | 1973年11月28日 (#73001224)                         | 東36丁目、レキシントン・アベニューと3番街の間 北緯40度44分51秒 西経73度58分40秒 / 北緯40.7475度 西経73.977778度                                                                                      | マーリー・ヒル                   | |
| 133   | 横臥病院協会                                                    | 横臥病院協会 さらに見る                                                    | 1983年9月1日 (#83001746)                           | 305 2番街 (@ 18丁目) 北緯40度44分05秒 西経73度59分03秒 / 北緯40.734722度 西経73.98416度 | グラマシー・パーク               | |
| 134   | スタイベサント・スクエア歴史地区                                | スタイベサント・スクエア歴史地区                                           | 1980年11月21日 (#80002723)                         | ネイサン・D・パールマン・プレイス、3番街、東18丁目、東15丁目に囲まれた場所 北緯40度44分02秒 西経73度59分06秒 / 北緯40.733889度 西経73.985度                                                          | グラマシー・パーク               | |
| 135   | 変電所13                                                        | 変電所13                                                                   | 2006年2月9日 (#06000026)                           | 225 西53丁目 北緯40度45分50秒 西経73度59分03秒 / 北緯40.763889度 西経73.984167度 | ミッドタウン・マンハッタン       | |
| 136   | 変電所42                                                        | 変電所42 さらに見る                                                        | 2006年2月9日 (#06000024)                           | 154 東57丁目 北緯40度45分37秒 西経73度58分07秒 / 北緯40.760278度 西経73.9685度 | ミッドタウン・マンハッタン       | |
| 137   | エド・サリヴァン・シアター                                      | エド・サリヴァン・シアター さらに見る                                      | 1997年11月17日 (#97001303)                         | 1697-1699 ブロードウェイ 北緯40度45分49秒 西経73度59分00秒 / 北緯40.763611度 西経73.983333度 | シアター・ディストリクト         | |
| 138   | サットン・プレイス歴史地区                                      | サットン・プレイス歴史地区                                                 | 1985年9月12日 (#85002294)                          | 1-21 サットン・プレイス&4-16 サットン・スクエア 北緯40度45分28秒 西経73度57分57秒 / 北緯40.757778度 西経73.965833度                                                                                  | サットン・プレイス               | |
| 139   | アメリカ合衆国国立史跡セオドア・ルーズベルト出生地              | アメリカ合衆国国立史跡セオドア・ルーズベルト出生地 さらに見る              | 1966年10月15日 (#66000054)                         | 28 東20丁目 北緯40度44分18秒 西経73度59分21秒 / 北緯40.738333度 西経73.989167度 | フラットアイアン・ディストリクト | セオドア・ルーズベルトの出生地。 |
| 140   | ティファニー・アンド・カンパニー・ビルディング                  | ティファニー・アンド・カンパニー・ビルディング さらに見る                  | 1978年6月2日 (#78001886)                           | 401 5番街 (@ 36丁目) 北緯40度45分00秒 西経73度58分53秒 / 北緯40.75度 西経73.981389度 | ミッドタウン・マンハッタン       | かつてはティファニー・ビルディング。 |
| 141   | サミュエル・J・ティルデン・ハウス                               | サミュエル・J・ティルデン・ハウス さらに見る                               | 1976年5月11日 (#76001251)                          | 14-15 グラマシー・パーク・サウス 北緯40度44分15秒 西経73度59分14秒 / 北緯40.7375度 西経73.987222度                                                                                                   | グラマシー・パーク               | ナショナル・アーツ・クラブとも。1876年大統領選の選挙人投票でラザフォード・ヘイズに僅か1票差で敗れたサミュエル・ティルデンの自宅。                               |
| 142   | タイムズ・スクエア・ホテル                                      | タイムズ・スクエア・ホテル さらに見る                                      | 1995年5月4日 (#95000530)                           | 255 西43丁目 北緯40度45分28秒 西経73度59分22秒 / 北緯40.757778度 西経73.989444度 | タイムズ・スクエア               | |
| 143   | タイムズ・スクエア-42丁目地下鉄駅                               | タイムズ・スクエア-42丁目地下鉄駅 さらに見る                               | 2004年9月17日 (#04001016)                          | 西42丁目、ブロードウェイ、7番街の交差点 北緯40度45分19秒 西経73度59分15秒 / 北緯40.755278度 西経73.987500度                                                                                          | タイムズ・スクエア               | 地下鉄駅 (1 2 3 7 N Q R W S系統) |
| 144   | タウン・ホール                                                  | タウン・ホール さらに見る                                                  | 1980年4月23日 (#80002724)                          | 113-123 西43丁目 北緯40度45分21秒 西経73度59分05秒 / 北緯40.755833度 西経73.984722度 | ミッドタウン・マンハッタン       | |
| 145   | トリニティ・チャペル・コンプレックス                            | トリニティ・チャペル・コンプレックス さらに見る                            | 1982-12-16 (#82001205)                             | 15 西25丁目 北緯40度44分37秒 西経73度59分25秒 / 北緯40.743611度 西経73.990278度 | ノマド                           | |
| 146   | テューダー・シティー歴史地区                                    | テューダー・シティー歴史地区                                               | 1986年9月11日 (#86002516)                          | 43丁目、1番街、41丁目、2番街に囲まれた場所 北緯40度44分56秒 西経73度58分17秒 / 北緯40.748889度 西経73.971389度                                                                                       | タートル・ベイ                   | |
| 147   | タートル・ベイ・ガーデンズ歴史地区                              | タートル・ベイ・ガーデンズ歴史地区                                         | 1983年7月21日 (#83001750)                          | 226-246 東49丁目&227-245 東48丁目 北緯40度45分15秒 西経73度58分13秒 / 北緯40.754167度 西経73.970278度                                                                                                | タートル・ベイ                   | |
| 148   | アメリカ合衆国総合郵便局                                        | アメリカ合衆国総合郵便局 さらに見る                                        | 1973年1月29日 (#73002257)                          | 8番街、31丁目と33丁目の間 北緯40度45分37秒 西経73度59分03秒 / 北緯40.760278度 西経73.984167度 | ミッドタウン・マンハッタン       | |
| 149   | ユニオン・スクエア                                              | ユニオン・スクエア さらに見る                                              | 1997年12月9日 (#97001678)                          | 東14丁目、東17丁目、ユニオン・スクエア・イースト、ユニオン・スクエア・ウェストに囲まれた場所 北緯40度44分10秒 西経73度59分25秒 / 北緯40.736111度 西経73.990278度                                     | ユニオン・スクエア               | 長年にわたって多くの政治デモの舞台となった。 |
| 150   | ユナイテッド・チャリティーズ複合ビルディング                    | ユナイテッド・チャリティーズ複合ビルディング さらに見る                    | 1985年3月28日 (#85000661)                          | 105 東22丁目, 289 パーク・アベニュー・サウス, 111-113 東22丁目 北緯40度44分22秒 西経73度59分14秒 / 北緯40.739444度 西経73.987222度                                                                   | グラマシー・パーク               | |
| 151   | 大学クラブ                                                      | 大学クラブ                                                                 | 1980年4月16日 (#80002726)                          | 1 西54丁目 北緯40度45分40秒 西経73度58分34秒 / 北緯40.761111度 西経73.976111度 | ミッドタウン・マンハッタン       | |
| 152   | アメリカ合衆国郵便局-マディソン・スクエア局                     | アメリカ合衆国郵便局-マディソン・スクエア局 さらに見る                     | 1989年5月11日 (#88002364)                          | 149-153 東23丁目 北緯40度44分23秒 西経73度59分04秒 / 北緯40.739722度 西経73.984444度 | グラマシー・パーク               | |
| 153   | アメリカ合衆国郵便局-旧チェルシー局                             | アメリカ合衆国郵便局-旧チェルシー局 さらに見る                             | 1989年5月11日 (#88002365)                          | 217 西18丁目 北緯40度46分07秒 西経73度59分56秒 / 北緯40.768611度 西経73.998889度 | チェルシー                       | |
| 154   | USS イントレピッド (航空母艦)                                   | USS イントレピッド (航空母艦) さらに見る                                   | 1986年1月14日 (#86000082)                          | イントレピッド・スクエア、45丁目&ウェスト・サイド高速道路 北緯40度45分51秒 西経73度59分59秒 / 北緯40.764167度 西経73.999722度                                                                        | ヘルズ・キッチン                 | |
| 155   | ヴィラール・ハウス                                              | ヴィラール・ハウス さらに見る                                              | 1975年9月2日 (#75001210)                           | 29½ 50丁目, 24-26 東51丁目, 451, 453, 455, 457 マディソン・アベニュー 北緯40度45分29秒 西経73度58分31秒 / 北緯40.758056度 西経73.975278度                                                            | ミッドタウン・マンハッタン       | |
| 156   | ウェブスター・ホテル                                            | ウェブスター・ホテル                                                       | 1984年9月7日 (#84002806)                           | 40 西45丁目 北緯40度45分22秒 西経73度58分56秒 / 北緯40.756111度 西経73.982222度 | ミッドタウン・マンハッタン       | |
| 157   | 西28丁目地下鉄駅 (IRT)                                          | 西28丁目地下鉄駅 (IRT) さらに見る                                          | 2005年3月30日 (#05000235)                          | 7番街と西28丁目の交差点 北緯40度44分48秒 西経73度59分39秒 / 北緯40.746667度 西経73.994167度 | チェルシー                       | 地下鉄駅 (12系統) |
| 158   | ウィルブラハム                                                  | ウィルブラハム さらに見る                                                  | 2018年5月4日 (#100002386)                          | 284 5番街 北緯40度44分46秒 西経73度59分12秒 / 北緯40.7462度 西経73.9867度 | ノマド                           | |
| 159   | R・C・ウィリアムズ倉庫                                          | R・C・ウィリアムズ倉庫                                                     | 2005年2月24日 (#05000086)                          | 259-273 10番街 北緯40度44分57秒 西経74度00分14秒 / 北緯40.749167度 西経74.003889度 | チェルシー                       | |
| 160   | 女性国民共和党クラブ                                            | 女性国民共和党クラブ                                                       | 2013年2月27日 (#13000040)                          | 3 西51丁目 北緯40度45分34秒 西経73度58分39秒 / 北緯40.759562度 西経73.97744度 | ミッドタウン・マンハッタン       | |